# Rudolf I Habsburg
Rudolf I (ur. 1 maja 1218 w Limburg an der Lahn, zm. 15 lipca 1291 w Spirze) – król niemiecki od 1273 do 1291 roku.

## Życiorys

### Młodość
Rudolf I był przedstawicielem niemieckiej dynastii Habsburgów, urodził się 1 maja 1218 roku na zamku w Limburgu an der Lahn. Był synem Albrechta IV Austriackiego. Kiedy Albrecht IV zmarł w 1239 roku Rudolf I objął ziemię ojca (m.in. Zamek Habsburg)

### Wybór na króla Niemec
W 1273 r. zebrani w Ratyzbonie elektorowie mieli przeprowadzić wybór króla Niemiec. Wśród kandydatów znalazł się Przemysł Ottokar II, potężny król Czech, a także hrabia Habsburga i Kyburga, władca Górnej Alzacji Rudolf. Ten ostatni cieszył się poparciem m.in.: palatyna reńskiego Ludwika II, księcia Leuenburga Albrechta III i burgrabiego Norymbergi Fryderyka III Hohenzollerna. Kolegium elektorskie obawiało się siły i prestiżu króla czeskiego, wybór padł na Rudolfa, który wydawał się wystarczająco słaby. Okazało się inaczej. W ciągu miesiąca po elekcji Rudolf koronował się w Akwizgranie. W 1274 r., podczas obrad Sejmu Rzeszy w Norymberdze, Rudolf I przeprowadził rewindykację praw, przywilejów i majątków królewskich straconych przez Koronę od chwili śmierci cesarza Fryderyka II Hohenstaufa. Pozycję Rudolfa wzmocniło także poparcie papieża Grzegorza X. Elekcja Rudolfa I oznaczała koniec Wielkiego Bezkrólewia w Niemczech.

### Wojna z Przemysłem Ottokarem II

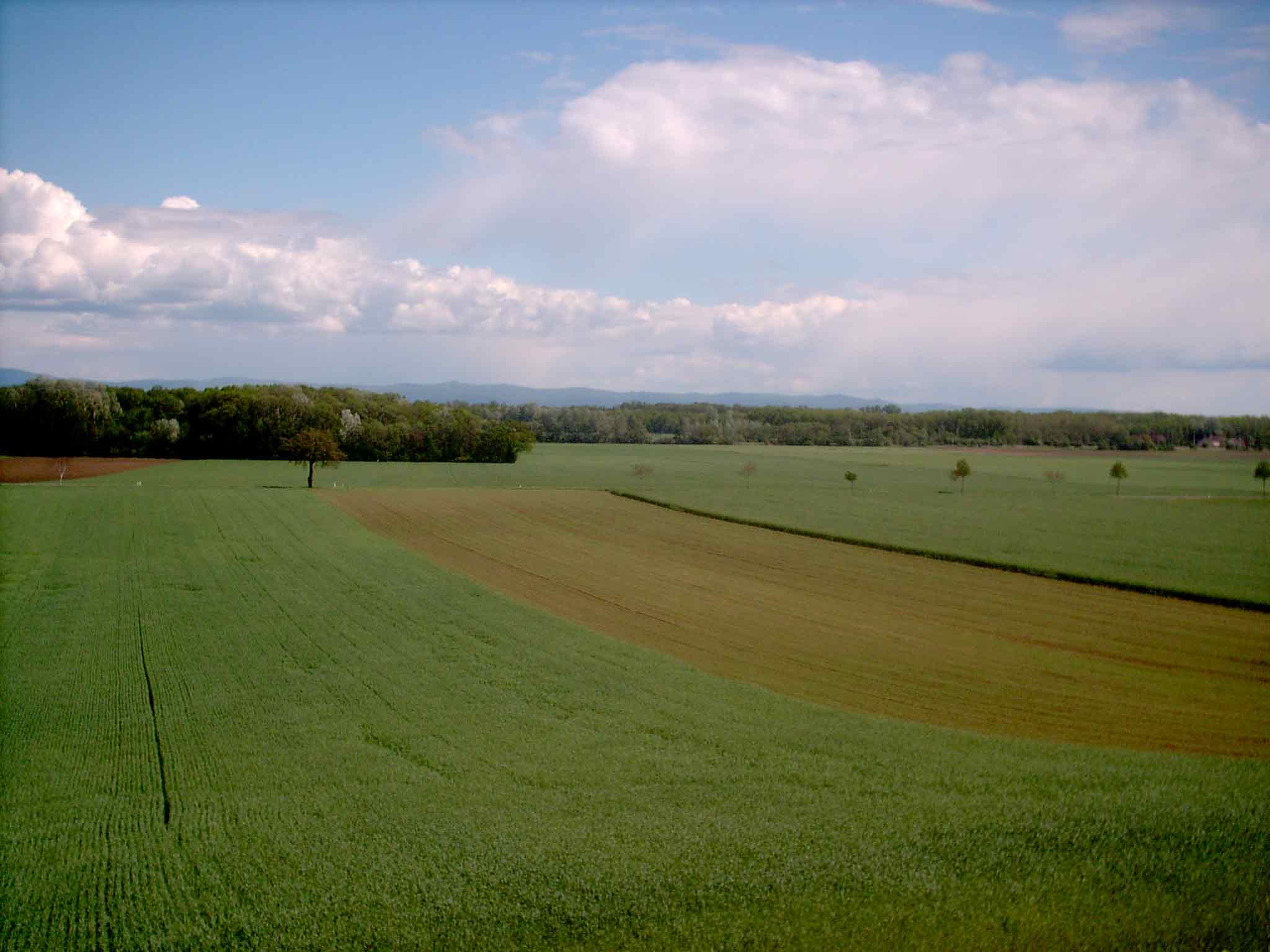
Pole bitwy pod Suchymi Krutami

Rywal Rudolfa I, Przemysł Ottokar II, nie stawił się na Sejmie w Norymberdze, odmówił złożenia hołdu Rudolfowi i wycofania się z Austrii, którą zajął po wymarciu dynastii Babenbergów. W 1276 r. zawarto układ, na mocy którego syn Przemysła Ottokara, Wacław, miał poślubić córkę Rudolfa, Gutę, a Czesi mieli opuścić Austrię. Król czeski opóźniał jednak wykonanie postanowień traktatu i zawiązał sojusze z kilkoma książętami polskimi i niemieckimi, w tym z księciem Dolnej Bawarii Henrykiem I. Król Niemiec sprzymierzył się z królem Węgier Władysławem IV Kumańczykiem. W 1278 r. doszło do bitwy pod Dürnkrut (Suchymi Krutami), zakończonej zwycięstwem króla niemieckiego i śmiercią czeskiego króla. W 1282 r. w Augsburgu Rudolf I nadał księstwa przejęte po Babenbergach swoim synom: Austrię Albrechtowi, a Styrię Rudolfowi. Była to podstawa późniejszej terytorialnej potęgi Habsburgów w Niemczech.

### Polityka zagraniczna
W 1279 r. Rudolf I zrzekł się w imieniu Królestwa Niemieckiego praw do Ankony i Romanii, które już wcześniej zagarnęło Państwo Kościelne (królowie niemieccy byli też formalnie królami Włoch). Akt ten wynikał ze starań o dobre stosunki z papieżem Mikołajem III – Rudolf zabiegał o przywrócenie cesarskiej godności królom niemieckim i własną koronację na cesarza rzymskiego. W 1280 roku Henryk IV Probus złożył mu hołd.

### Polityka wewnętrzna
Rudolf ogłosił powszechny pokój ziemski w Niemczech a w 1289 r. wyprawił się do Turyngii przeciw rycerzom-rozbójnikom, stanowiącym postrach Niemiec okresu Wielkiego Bezkrólewia. Nie udało mu się jednak zapobiec wszystkim wojnom wewnętrznym. Arcybiskup Kolonii Zygfryd II Wastenburg walczył z księciem Brabancji Janem I o Limburgię, niepokoje w Szwabii wywoływał hrabia Wirtembergii Eberkard I. W 1289 r. król Rudolf zmusił hrabiego Dolnej Burgundii Ottona IV do złożenia mu hołdu. W ten sposób częściowo odnowił związki ziem burgundzkich z Niemcami.

### Śmierć
W 1291 r. próbował przeprowadzić elekcję swojego syna, Albrechta, na króla Niemiec, ale elektorowie odmówili. Rudolf I  zmarł 15 lipca 1291 w Spirze, gdzie został potem pochowany.  Królem Niemiec obrany został Adolf z Nassau. Mimo to, Albrecht w 1298 roku w bitwie pod Gollheim pokonał konkurenta i został kolejnym królem Niemiec z dynastii Habsburgów.

## Małżeństwa i potomstwo
Pierwszą żoną Rudolfa była Gertruda von Hohenberg, z którą miał dziesięcioro dzieci. Po jej śmierci (zm. 1281 r.) Rudolf I poślubił w 1284 r. Izabelę Burgundzką. Drugie małżeństwo okazało się bezpotomne. Dzieci Rudolfa i Gertrudy to:
- Matylda (1251/1253 – 23 grudnia 1304), urodzona w Rheinfelden (Baden), zmarła w Monachium, żona księcia Bawarii Ludwika II Wittelsbacha
- Albrecht I (lipiec 1255 – 1 maja 1308), król Niemiec
- Katarzyna (1256 – 4 kwietnia 1282), zmarła w Landshut, żona księcia bawarskiego Ottona III, późniejszego pretendenta do tronu Węgier
- Agnieszka (ok. 1257 – 11 października 1322), zmarła w Wittenberdze, żona Albrechta II Askańczyka
- Jadwiga (zm. 1285/1286), żona Ottona VI, margrabiego brandenburskiego
- Klemencja (ok. 1262 – po 7 lutego 1293), żona Karola Martela Andegaweńskiego
- Hartmann (ok. 1263 – 21 grudnia 1281), urodził się w Rheinfelden (Baden), utonął w Renie
- Rudolf II (1270 – 10 maja 1290), książę Austrii
- Guta (13 marca 1271 – 18 czerwca 1297), żona króla Czech Wacława II
- Karol (ur. i zm. 1276 r.)

## W kulturze

Rudolf I Habsburg w kulturze
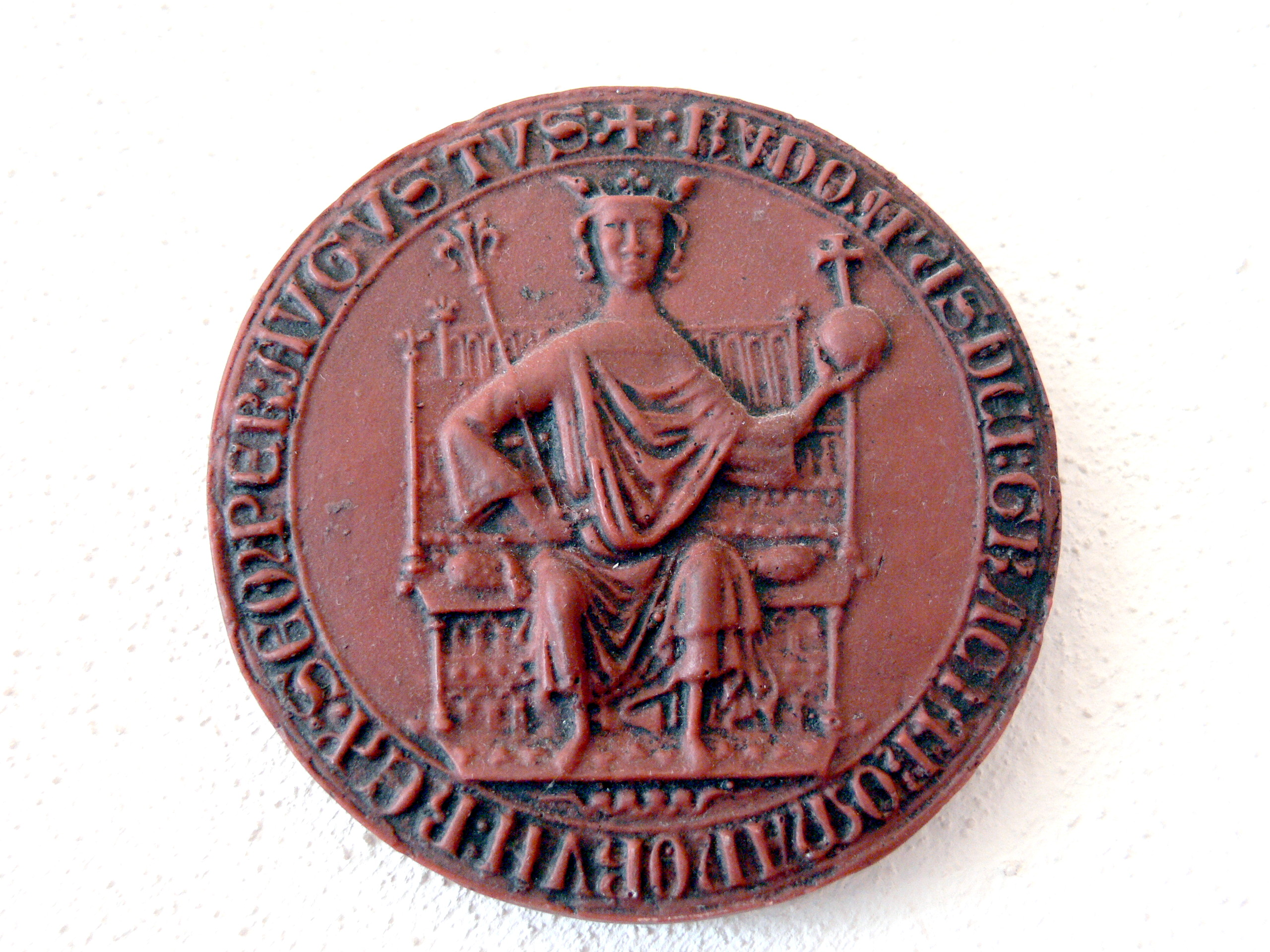
Pieczęć Rudolfa I (1275)
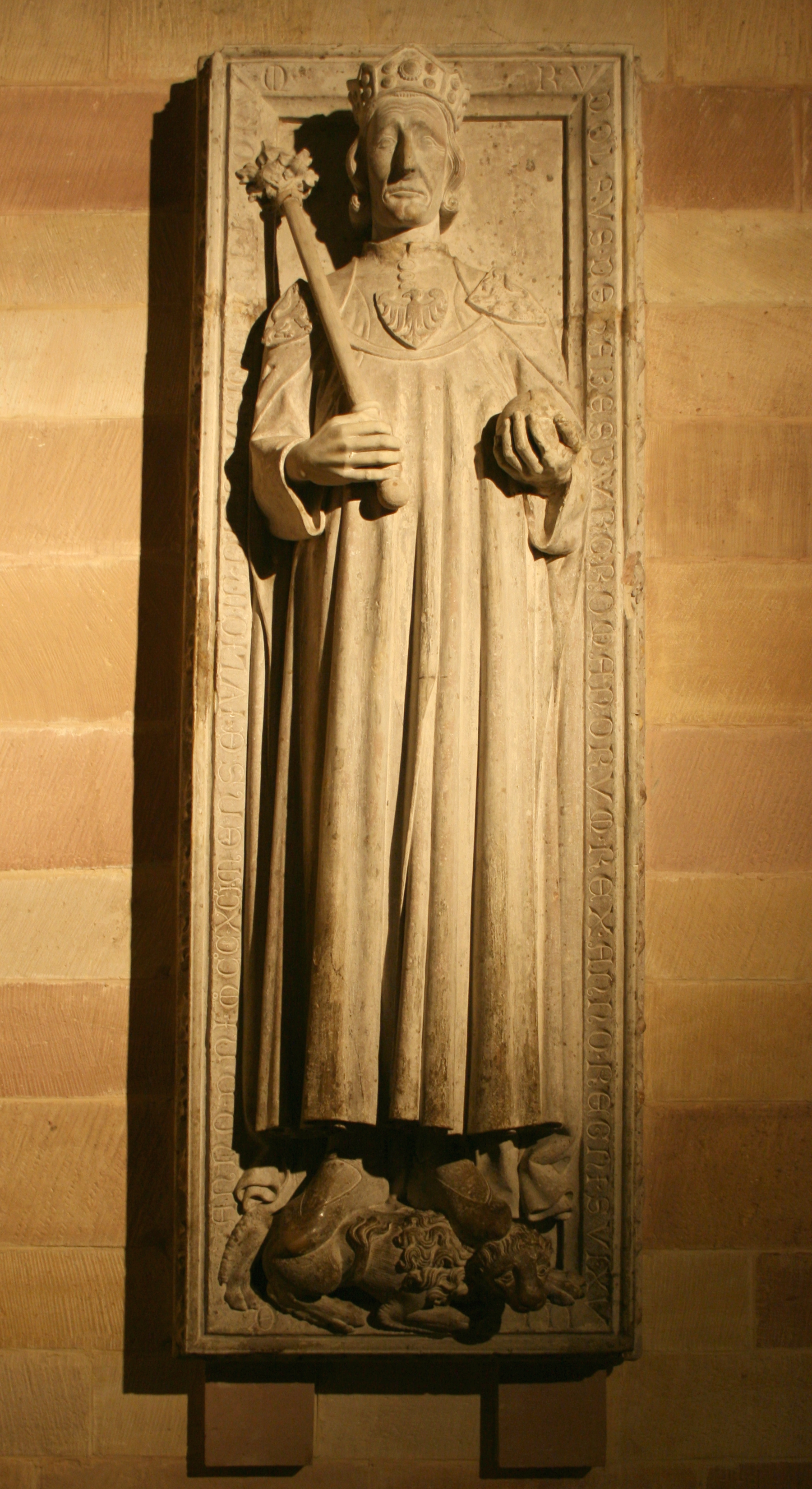
Cenotaf Rudolfa I w Katedrze w Spirze
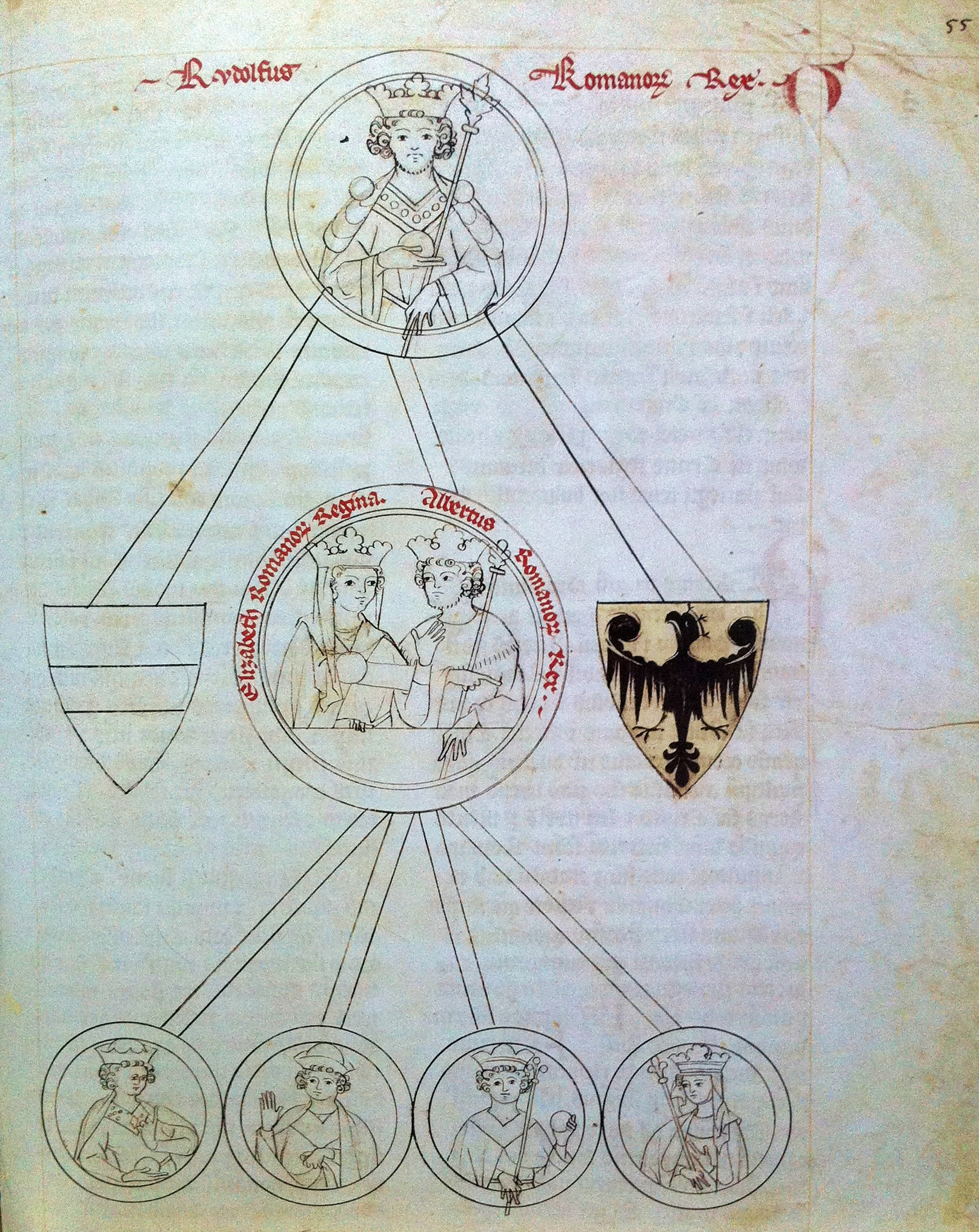
Drzewo genealogiczne Habsburgów